# Avelãs de Cima
Avelãs de Cima ist ein Ort und eine Gemeinde in der Mittelregion von Portugal.

## Geschichte
Im Zuge der Reconquista wurden eine Reihe Ortschaften in der Region neu besiedelt. Der älteste belegte Ort der Gemeinde ist Canelas, das im Jahr 952 erstmals erwähnt wurde.
Im 12. Jahrhundert war Avelãs de Cima bereits eine Gemeinde, die sich bis heute aus Ortschaften um die drei Hauptorte Avelãs de Cima, Boialvo und Canelas zusammensetzt. Avelãs de Cima war zudem Sitz eines eigenständigen Kreises.
Erste Stadtrechte erhielt der Ort unter König D. Dinis (1279–1325). König D. Manuel erneuerte die Stadtrechte am 10. Januar 1514. Seither trägt der Ort den Titel einer Vila (Kleinstadt).
Im Zuge der Verwaltungsreformen nach der Liberalen Revolution 1822 wurde der Kreis Avelãs de Cima 1836 aufgelöst. Seither ist es die größte Gemeinde im Kreis Anadia.

## Verwaltung
Avelãs de Cima ist eine Gemeinde (Freguesia) im Kreis (Concelho) von Anadia, im Distrikt Aveiro. In ihr leben 1953 Einwohner auf einer Fläche von 41 km² (Stand 19. April 2021).
Folgende Ortschaften liegen in der Gemeinde:
| - Avelãs de Cima - Boialvo - Candieira - Canelas - Cerca - Corgo de Baixo | - Corgo de Cima - Coutadas - Ferreirinhos - Figueira - Mata de Baixo - Mata de Cima | - Pardieiro - Pereiro - Porto de Vide - Póvoa do Gago - São Pedro - Senhora das Neves do Pinheiro |